# Tetoiu
Tetoiu es una comuna ubicada en el distrito Vâlcea, Rumania.

## Superficie
Posee una superficie de 63,49 kilómetros cuadrados.

## Demografía
Hasta 2021 la población era de 2206 habitantes, con una densidad de población de 34,75 habitantes por kilómetro cuadrado.